# پرواز فضایی در ۱۹۵۲
با برنامه‌ریزی سال جهانی ژئوفیزیک برای سال‌های ۱۹۵۷–۵۸، فعالیت‌ها روی زمین بر پرتاب نخستین ماهوارهٔ مصنوعی متمرکز شد. این مجاهدت علمی چندین کشور را به تحقیقاتی جهانی پیرامون پدیده‌های فیزیکی، بر روی زمین و در فضا، مشغول می‌کرد.
در سال ۱۹۵۲، تمامی بخش‌های ارتش ایالات متحده آمریکا، غالباً با همکاری سازمان‌های غیرنظامی، برنامهٔ پژوهشی خود با موضوع موشک‌های ژرفاسنج در عمق ۱۰۰ کیلومتر (۶۲ مایل) کرانه‌های فضا (مطابق با تعریف فدراسیون بین‌المللی هوانوردی) را با استفاده از راکت آئروبی به پیش بردند. دانشگاه آیووا نخستین مجموعه از پروازهای راکون خود را پرتاب کرد که نشان‌دهندهٔ امکان‌پذیری پرتاب راکت‌ها با استفاده از بالون بود. در پایان آن سال، پرتاب راکت وایکینگ ۹ توسط تیم آزمایشگاه تحقیقات نیروی دریایی تحت مدیریت میلتون روزن نمایندهٔ اوج طراحی راکت‌های عملیاتی معاصر است.
در این سال هیچ موشک بالستیکی به زرادخانه‌های ایالات متحده یا اتحاد جماهیر شوروی اضافه نشد. با این حال، کار بر روی توسعهٔ موشک‌های بزرگ، به‌ویژه رداستون ارتش آمریکا و آر-۵ شوروی با سرعت ادامه یافت.

## اکتشاف در فضا

### نیروی دریایی ایالات متحده
در اواخر بهار ۱۹۵۲، تیم آزمایشگاه تحقیقات نیروی دریایی به رهبری میلتون روزن برای پرتاب نخستین راکت نسل دومی وایکینگ با نام وایکینگ ۸، از حوزه موشکی وایت سندز در نیومکزیکو آماده شد. طراحی وایکینگ جدید باز هم دارای عرضی معادل نصف مدل پیشین خود بود و به بالاترین نسبت سوخت به وزن در برابر تمامی راکت‌های ساخته‌شده تا آن زمان دست یافته‌بود. باله‌های دم راکت در وایکینگ ۸ دیگر مانند گذشته متحمل وزن راکت نبودند. این راکت بر روی پایهٔ بدنهٔ خود استوار بود. این موضوع، امکان ساخت باله‌های دم با وزن به‌مراتب کمتری را فراهم می‌کرد که یکی از چندین روش طراحی مجدد وایکینگ برای حمل مخزن سنگین‌تر، بدون رسیدن به وزنی بیشتر نسبت به طرح نخست وایکینگ بود.
در ۶ ژوئن ۱۹۵۲، وایکینگ ۸ در یک آزمایش شلیک استاتیک لنگرهای خود را شکست. پس از پرواز ۵۵ ثانیه‌ای راکت در هوا، به‌منظور فراهم کردن زمان کافی برای تخلیهٔ فوری منطقه و پیشگیری از هرگونه خطر برای کارکنان روی زمین، نت واگنر، سرپرست «گروه انفصال» دستور توقف پیش‌رانش موشک را صادر کرد. ۶۵ ثانیه بعد، این راکت در فاصلهٔ ۶٫۴ کیلومتر (۴ مایل) یا ۸٫۰ کیلومتر (۵ مایل) جنوب شرقی محل پرتاب سقوط کرد.: ۱۷۲-۱۸۱ 
پیرو اطلاعات به‌دست آمده از پرتاب ناموفق وایکینگ ۸، شلیک استاتیک وایکینگ ۹ در ۹ دسامبر با موفقیت انجام شد و متعاقباً پرتاب موفق این راکت از وایت سندز نیز در ۱۵ دسامبر انجام گرفت. این راکت موفق شد به ارتفاع ۲۱۷ کیلومتر (۱۳۵ مایل) دست یابد که تقریباً با ارتفاعی که وایکینگ ۷ در سال ۱۹۵۰ به آن دست یافته‌بود، برابر بود. علاوه بر دوربین‌هایی که در طول پرواز از زمین تصویربرداری کردند، وایکینگ ۹ حامل مجموعه‌ای کامل از شناساگرهای پرتو کیهانی، فرابنفش و پرتو ایکس، از جمله شانزده بشقاب ژل امولسیون برای ردیابی مسیر ذرات جداگانه با انرژی بالا بود. بستهٔ آزمایشی این راکت، پس از انجام اندازه‌گیری‌های برنامه‌ریزی‌شده در بالای جو زمین، در سلامت کامل بازیابی شد.: ۱۸۵-۲۰۳ 

### تلاش‌های غیرنظامیان آمریکا
سال ۱۹۵۲ شاهد نخستین پروازهای راکون بود. این راکت‌های سوار شده بر بالون بسیار ارزان‌تر از موشک‌های ژرفاسنج بودند: ۱٬۸۰۰ دلا (برابر با ۱۴٬۳۴۶ دلار امروزی) برای هر پرتاب در مقابل ۲۵٬۰۰۰ دلار (۱۹۹٬۲۴۶ دلار امروزی) برای هر پرتاب آئروبی و ۴۵۰٬۰۰۰ دلار (۳٬۵۸۶٬۴۳۱ دلار امروزی) برای هر پرتاب وایکینگ. مجموعه‌ای از پرتاب‌های انجام‌شده از روی کشتی توسط تیمی از دانشگاه آیووا تحت سرپرستی جیمز وان آلن نیز به موفقیت‌های قابل توجهی دست یافت و یکی از این پروازها موفق شد تا به کرانهٔ فضا با اوج ۸۹ کیلومتر (۵۵ مایل) دست یابد.: ۱۰-۱۸ 

## توسعه فضاپیماها

### نیروی هوایی ایالات متحده
پیشرفت‌ها در روند توسعهٔ موشک اتلس، نخستین موشک بالستیک قاره‌پیما ایالات متحده که قرارداد آن در ژانویهٔ ۱۹۵۱ از سوی فرماندهی تحقیق و توسعه هوایی به کانسالیدیتد ولتی واگذار شده‌بود، در طول سال ۱۹۵۲ به کندی پیش رفت. سیاست‌های محافظه‌کارانهٔ توسعه و مشکلات فنی دلهره‌آور دلایلی بودند که به‌طور رسمی اعلام شدند، اما فقدان آشکار علاقه به پروژه از سوی نیروی هوایی در کنار محدودیت‌های موجود در بودجه و منابع نیز در این امر اثرگذار بودند. با این حال، پس از نخستین آزمایش موفق بمب هیدروژنی در الیوگولاپ در نوامبر ۱۹۵۲، راکت اتلس، که به‌طور بالقوه قادر به حمل چنین سلاحی بود، از پشتیبانی بیشتری برخوردار شد.: ۵۹-۷۱ 

### نیروی زمینی ایالات متحده
در ۸ آوریل ۱۹۵۲ نام «رداستون» برای موشک زمین به زمینی که از ۱۰ ژوئیهٔ ۱۹۵۱ توسط ردستون آرسنال در آلاباما در دست توسعه بود، به‌طور رسمی انتخاب شد. شرکت کرایسلر پیرو پیمان‌نامه‌ای که در اکتبر ۱۹۵۲ منعقد شد، موظف شد تا به‌عنوان پیمانکار اصلی این موشک، که قادر به حمل کلاهک‌های هسته‌ای یا متعارف تا برد ۳۲۰ کیلومتر (۲۰۰ مایل) بود، به کار فعال خود ادامه دهد (این قرارداد در ۱۹ ژوئن ۱۹۵۳ تعریف شد).

### ارتش شوروی
توسعهٔ موشک‌ها در اتحاد شوروی در سال ۱۹۵۲ بر موشک آر-۵ متمرکز بود که قادر به حمل محموله‌ای یکسان با موشک‌های آر-۱ و آر-۲ با وزن ۱٬۰۰۰ کیلوگرم (۲٬۲۰۰ پوند)، اما در مسافت ۱٬۲۰۰ کیلومتر (۷۵۰ مایل) بود.: ۲۴۲  موشک آر-۵، که طراحی مفهومی آن در ۳۰ اکتبر ۱۹۵۱ کامل شده‌بود،: ۹۷  جایگزین موشک جاه‌طلبانهٔ آر-۳ با برد ۳٬۰۰۰ کیلومتر (۱٬۹۰۰ مایل) شد که توسعهٔ آن در ۲۰ اکتبر ۱۹۵۱ لغو شده‌بود.: ۲۷۵-۶ 
«نخستین موشک استراتژیک شوروی» موشکی بود که از آن پس با نام آر-۵ شناخته شد و نمونه‌ای بهبودیافته به‌صورت تدریجی از موشک‌های آر-۱ و آر-۲ بود که نه‌تنها برد آن افزایش یافته‌بود، بلکه دقت آن نیز بهبود پیدا کرده‌بود. مخزن‌های پیش‌رانش آن جزئی جدانشدنی از موشک بودند که منجر به کاهش وزن سازه و فراهم‌شدن امکان حمل سوخت بیشتر می‌شدند.: ۹۹-۱۰۰  دو فروند از ده فروند اول موشک‌های آر-۵ تولیدشده تحت در طول ماه فوریهٔ ۱۹۵۲ تحت آزمایش‌های ایستایی قرار گرفتند و موشک صاف و استوانه‌ای آر-۵ در مارس ۱۹۵۳ برای نخستین پرتاب خود آماده می‌شد.: ۹۹-۱۰۰ 
در سال ۱۹۵۲ همچنین دفتر طراحی تحت سرپرستی والنتین گلوشکو توسعهٔ موتورهای آردی-۱۰۵ و آردی-۱۰۶ برای موشکی به‌مراتب قدرتمندتر را آغاز کرد: موشک بالستیک قاره‌پیمای پنج‌موتورهٔ آر-۶. این موتورهای مبتنی بر اکسیژن مایع/نفت سفید که توسط الکسی ایسایف، مهندس روسی، توسعه یافته بودند و از پیکربندی جوشکاری‌شدهٔ یکپارچه برخوردار بودند، نسبت به موتورهای مورد استفاده در راکت‌های قدیمی‌تر، موتورهای تک‌محفظه‌ای قدرتمندتری بودند. چهار موتور آردی-۱۰۵ با توان ۵۳۹٫۳۷ کیلونیوتن (۱۲۱٬۲۶۰ پوند-نیرو) قدرت مورد نیاز چهار موتور تسمه‌ای آر-۶ را تأمین می‌کردند و وظیفهٔ قدرت‌بخشی به بوستر مرکزی موشک نیز بر عهدهٔ یک موتور آردی-۱۰۶ با توان ۵۱۹٫۷۵ کیلونیوتن (۱۱۶٬۸۴۰ پوند-نیرو) بود.: ۱۰۸-۱۰۹ 
در همان سال، چهارده پرتاب آزمایشی از نسخهٔ تولید انبوه موشک آر-۲ (با برد ۶۰۰ کیلومتر (۳۷۰ مایل): ۴۸-۹ ) نیز انجام شد که دوازده فروند از آن‌ها موفق شدند خود را به هدف برسانند.: ۲۶۶  موشک آر-۱ نیز هفت بار به‌طور آزمایشی پرتاب شد.

### تلاش‌های غیرنظامی
در اکتبر ۱۹۵۲، مجمع عمومی شورای بین‌المللی اتحادیه‌های علمی (ICSU) پیشنهادی مبنی بر انجام مشاهدات همزمان پدیده‌های ژئوفیزیکی در سرتاسر سطح زمین را پذیرفت. سال جهانی ژئوفیزیک که برای سال‌های ۱۹۵۷ و ۱۹۵۸ برنامه‌ریزی شده‌بود، شمال تلاش‌هایی از سوی بسیاری از کشورها، حتی در مناطقی دورافتاده از جمله شمالگان و جنوبگان می‌شد. به‌منظور هماهنگی این تلاش‌های عظیم، شورای بین‌المللی اتحادیه‌های علمی کمیتهٔ ویژهٔ سال جهانی ژئوفیزیک (CSAGI) را تشکیل داد که قرار بود چهار گردهم‌آیی بزرگ را در چهار سال آینده با حضور نمایندگانی از تمامی کشورهای شرکت‌کننده برگزار کند.: ۶۹ 
فرد سینگر از دانشگاه مریلند در سخنرانی‌های چاپی و عمومی خود، که بخشی از آن‌ها از از سخنرانی‌های سال گذشتهٔ او در انجمن بین سیاره‌ای بریتانیا الهام گرفته بودند، حمایت خود از به‌کار بردن ماهواره‌های مصنوعی کوچک در انجام مشاهدات علمی را اعلام کرد. این مفهوم، «ماوس» (کمترین ماهواره مدارگرد بدون سرنشین برای زمین) نام گرفت و از سوی بسیاری از افراد تحت عنوان مفهومی بسیار رادیکال و/یا در تعارض با اکتشاف انسان در فضا، رد شد. با این وجود، این پیشنهاد به بالا گرفتن بحث‌هایی جدی پیرامون استفاده از ماهواره‌ها برای پژوهش‌های علمی انجامید.: ۷۳ 

## پرتاب‌ها

### ژانویه
| تاریخ و زمان (UTC) | راکت               | راکت                                        | شماره پرواز | سایت پرتاب    | سایت پرتاب    | ال‌اس‌پی             | ال‌اس‌پی             |
| تاریخ و زمان (UTC) |                    | بار مفید                                    | اپراتور     | مدار          | عملکرد        | فرسایش (UTC)       | نتیجه              |
| تاریخ و زمان (UTC) | ملاحظات            | ملاحظات                                     | ملاحظات     | ملاحظات       | ملاحظات       | ملاحظات            |                    |
| ------------------ | ------------------ | ------------------------------------------- | ----------- | ------------- | ------------- | ------------------ | ------------------ |
| ۳۰ ژانویه ۲۰:۴۵    | آئروبی آرتی‌وی-آ-۱آ | آئروبی آرتی‌وی-آ-۱آ                          |             | هالومن ال‌سی-آ | هالومن ال‌سی-آ | نیروی هوایی آمریکا | نیروی هوایی آمریکا |
| ۳۰ ژانویه ۲۰:۴۵    |                    |                                             |             |               |               |                    |                    |
| ۳۰ ژانویه ۲۰:۴۵    | یونوسفر ۱          | فرماندهی تحقیق و توسعه هوایی / دانشگاه یوتا | زیر مداری   | یونوسفری      | ۳۰ ژانویه     | پرتاب ناموفق       |                    |

### فوریه
| تاریخ و زمان (UTC) | راکت                                   | راکت                                        | شماره پرواز | سایت پرتاب                 | سایت پرتاب        | ال‌اس‌پی              | ال‌اس‌پی              |
| تاریخ و زمان (UTC) |                                        | بار مفید                                    | اپراتور     | مدار                       | عملکرد            | فرسایش (UTC)        | نتیجه               |
| تاریخ و زمان (UTC) | ملاحظات                                | ملاحظات                                     | ملاحظات     | ملاحظات                    | ملاحظات           | ملاحظات             |                     |
| ------------------ | -------------------------------------- | ------------------------------------------- | ----------- | -------------------------- | ----------------- | ------------------- | ------------------- |
| ۱۹ فوریه ۱۴:۴۹     | آئروبی آرتی‌وی-آ-۱سی                    | آئروبی آرتی‌وی-آ-۱سی                         |             | هالومن ال‌سی-آ              | هالومن ال‌سی-آ     | نیروی هوایی آمریکا  | نیروی هوایی آمریکا  |
| ۱۹ فوریه ۱۴:۴۹     |                                        |                                             |             |                            |                   |                     |                     |
| ۱۹ فوریه ۱۴:۴۹     |                                        | فرماندهی تحقیق و توسعه هوایی                | زیر مداری   | هواتاب                     | ۱۹ فوریه          | پرتاب ناموفق        |                     |
| ۱۹ فوریه ۱۴:۴۹     | اولین (و تنها) پرواز راکت آرتی‌وی-آ-۱سی |                                             |             |                            |                   |                     |                     |
| ۱۹ فوریه ۱۷:۰۰     | آئروبی آرتی‌وی-ان-۱۰                    | آئروبی آرتی‌وی-ان-۱۰                         |             | وایت سندز ال‌سی-۳۵          | وایت سندز ال‌سی-۳۵ | نیروی دریایی آمریکا | نیروی دریایی آمریکا |
| ۱۹ فوریه ۱۷:۰۰     |                                        |                                             |             |                            |                   |                     |                     |
| ۱۹ فوریه ۱۷:۰۰     |                                        | آزمایشگاه تحقیقات نیروی دریایی ایالات متحده | زیر مداری   | تحقیق درباره روشنایی آسمان | ۱۹ فوریه          | پرتاب ناموفق        |                     |
| ۱۹ فوریه ۱۷:۰۰     | اوج: ۸۱ کیلومتر (۵۰ مایل)              |                                             |             |                            |                   |                     |                     |
| ۲۹ فوریه ۱۴:۴۰     | آئروبی آرتی‌وی-آ-۱                      | آئروبی آرتی‌وی-آ-۱                           |             | هالومن ال‌سی-آ              | هالومن ال‌سی-آ     | نیروی هوایی آمریکا  | نیروی هوایی آمریکا  |
| ۲۹ فوریه ۱۴:۴۰     |                                        |                                             |             |                            |                   |                     |                     |
| ۲۹ فوریه ۱۴:۴۰     |                                        | فرماندهی تحقیق و توسعه هوایی                | زیر مداری   | هواتاب                     | ۲۹ فوریه          | موفق                |                     |
| ۲۹ فوریه ۱۴:۴۰     | اوج: ۸۹٫۳ کیلومتر (۵۵٫۵ مایل)          |                                             |             |                            |                   |                     |                     |

### آوریل
| تاریخ و زمان (UTC) | راکت                           | راکت                                        | شماره پرواز | سایت پرتاب        | سایت پرتاب        | ال‌اس‌پی              | ال‌اس‌پی              |
| تاریخ و زمان (UTC) |                                | بار مفید                                    | اپراتور     | مدار              | عملکرد            | فرسایش (UTC)        | نتیجه               |
| تاریخ و زمان (UTC) | ملاحظات                        | ملاحظات                                     | ملاحظات     | ملاحظات           | ملاحظات           | ملاحظات             |                     |
| ------------------ | ------------------------------ | ------------------------------------------- | ----------- | ----------------- | ----------------- | ------------------- | ------------------- |
| ۲۲ آوریل ۱۷:۲۸     | آئروبی آرتی‌وی-آ-۱              | آئروبی آرتی‌وی-آ-۱                           |             | هالومن ال‌سی-آ     | هالومن ال‌سی-آ     | نیروی هوایی آمریکا  | نیروی هوایی آمریکا  |
| ۲۲ آوریل ۱۷:۲۸     |                                |                                             |             |                   |                   |                     |                     |
| ۲۲ آوریل ۱۷:۲۸     |                                | فرماندهی تحقیق و توسعه هوایی                | زیر مداری   | یونوسفری          | ۲۲ آوریل          | موفق                |                     |
| ۲۲ آوریل ۱۷:۲۸     | اوج: ۱۱۲٫۷ کیلومتر (۷۰٫۰ مایل) |                                             |             |                   |                   |                     |                     |
| ۳۰ آوریل ۱۳:۳۰     | آئروبی آرتی‌وی-ان-۱۰            | آئروبی آرتی‌وی-ان-۱۰                         |             | وایت سندز ال‌سی-۳۵ | وایت سندز ال‌سی-۳۵ | نیروی دریایی آمریکا | نیروی دریایی آمریکا |
| ۳۰ آوریل ۱۳:۳۰     |                                |                                             |             |                   |                   |                     |                     |
| ۳۰ آوریل ۱۳:۳۰     |                                | آزمایشگاه تحقیقات نیروی دریایی ایالات متحده | زیر مداری   | اخترشناسی فرابنفش | ۳۰ آوریل          | موفق                |                     |
| ۳۰ آوریل ۱۳:۳۰     | اوج: ۱۲۷٫۸ کیلومتر (۷۹٫۴ مایل) |                                             |             |                   |                   |                     |                     |

### مه
| تاریخ و زمان (UTC) | راکت                                                                                                | راکت                                                                | شماره پرواز | سایت پرتاب                                    | سایت پرتاب        | ال‌اس‌پی              | ال‌اس‌پی              |
| تاریخ و زمان (UTC) | | بار مفید                                                            | اپراتور     | مدار                                          | عملکرد            | فرسایش (UTC)        | نتیجه               |
| تاریخ و زمان (UTC) | ملاحظات                                                                                             | ملاحظات                                                             | ملاحظات     | ملاحظات                                       | ملاحظات           | ملاحظات             |                     |
| ------------------ | --------------------------------------------------------------------------------------------------- | ------------------------------------------------------------------- | ----------- | --------------------------------------------- | ----------------- | ------------------- | ------------------- |
| ۱ مه ۱۴:۵۹         | آئروبی آرتی‌وی-ان-۱۰                                                                                 | آئروبی آرتی‌وی-ان-۱۰                                                 |             | وایت سندز ال‌سی-۳۵                             | وایت سندز ال‌سی-۳۵ | نیروی دریایی آمریکا | نیروی دریایی آمریکا |
| ۱ مه ۱۴:۵۹         | |                                                                     |             |                                               |                   |                     |                     |
| ۱ مه ۱۴:۵۹         | | آزمایشگاه تحقیقات نیروی دریایی ایالات متحده                         | زیر مداری   | اخترشناسی فرابنفش                             | ۱ مه              | موفق                |                     |
| ۱ مه ۱۴:۵۹         | اوج: ۹۱٫۸ کیلومتر (۵۷٫۰ مایل)                                                                       |                                                                     |             |                                               |                   |                     |                     |
| ۱ مه ۱۵:۴۲         | نامشخص                                                                                              | نامشخص                                                              |             | هالومن ال‌سی-آ                                 | هالومن ال‌سی-آ     | نیروی هوایی آمریکا  | نیروی هوایی آمریکا  |
| ۱ مه ۱۵:۴۲         | |                                                                     |             |                                               |                   |                     |                     |
| ۱ مه ۱۵:۴۲         | | فرماندهی تحقیق و توسعه هوایی                                        | زیر مداری   | شار خورشیدی / پرتو فرابنفش خورشیدی            | ۱ مه              | موفق                |                     |
| ۱ مه ۱۵:۴۲         | اوج: ۹۱ کیلومتر (۵۷ مایل)                                                                           |                                                                     |             |                                               |                   |                     |                     |
| ۵ مه ۱۳:۴۴         | آئروبی آرتی‌وی-ان-۱۰                                                                                 | آئروبی آرتی‌وی-ان-۱۰                                                 |             | وایت سندز ال‌سی-۳۵                             | وایت سندز ال‌سی-۳۵ | نیروی دریایی آمریکا | نیروی دریایی آمریکا |
| ۵ مه ۱۳:۴۴         | |                                                                     |             |                                               |                   |                     |                     |
| ۵ مه ۱۳:۴۴         | | آزمایشگاه تحقیقات نیروی دریایی ایالات متحده                         | زیر مداری   | پژوهش دربارهٔ تشعشعات کیهانی و تشعشعات خورشیدی | ۵ مه              | موفق                |                     |
| ۵ مه ۱۳:۴۴         | اوج: ۱۲۷ کیلومتر (۷۹ مایل)                                                                          |                                                                     |             |                                               |                   |                     |                     |
| ۱۵ مه ۰۱:۱۵        | آئروبی اکس‌ای‌اس‌آر-اس‌سی-۱                                                                             | آئروبی اکس‌ای‌اس‌آر-اس‌سی-۱                                             |             | وایت سندز ال‌سی-۳۵                             | وایت سندز ال‌سی-۳۵ | نیروی زمینی آمریکا  | نیروی زمینی آمریکا  |
| ۱۵ مه ۰۱:۱۵        | |                                                                     |             |                                               |                   |                     |                     |
| ۱۵ مه ۰۱:۱۵        | | سپاه سیگنال ارتش ایالات متحده                                       | زیر مداری   | آیرونومی                                      | ۱۵ مه             | موفق                |                     |
| ۱۵ مه ۰۱:۱۵        | اوج: ۷۶٫۱ کیلومتر (۴۷٫۳ مایل)                                                                       |                                                                     |             |                                               |                   |                     |                     |
| ۲۰ مه ۰۲:۰۷        | آئروبی اکس‌ای‌اس‌آر-اس‌سی-۱                                                                             | آئروبی اکس‌ای‌اس‌آر-اس‌سی-۱                                             |             | وایت سندز ال‌سی-۳۵                             | وایت سندز ال‌سی-۳۵ | نیروی زمینی آمریکا  | نیروی زمینی آمریکا  |
| ۲۰ مه ۰۲:۰۷        | |                                                                     |             |                                               |                   |                     |                     |
| ۲۰ مه ۰۲:۰۷        | | سپاه سیگنال ارتش ایالات متحده                                       | زیر مداری   | آیرونومی                                      | ۲۰ مه             | موفق                |                     |
| ۲۰ مه ۰۲:۰۷        | اوج: ۹۰٫۱ کیلومتر (۵۶٫۰ مایل)                                                                       |                                                                     |             |                                               |                   |                     |                     |
| ۲۰ مه ۱۶:۰۶        | وی-۲                                                                                                | وی-۲                                                                |             | وایت سندز ال‌سی-۳۳                             | وایت سندز ال‌سی-۳۳ | نیروی زمینی آمریکا  | نیروی زمینی آمریکا  |
| ۲۰ مه ۱۶:۰۶        | |                                                                     |             |                                               |                   |                     |                     |
| ۲۰ مه ۱۶:۰۶        | | نیروی زمینی آمریکا / آزمایشگاه مهندسی سپاه سیگنال / دانشگاه میشیگان | زیر مداری   | تصویربرداری / آیرونومی                        | ۲۰ مه             | موفق                |                     |
| ۲۰ مه ۱۶:۰۶        | اوج: ۱۰۳٫۷ کیلومتر (۶۴٫۴ مایل)                                                                      |                                                                     |             |                                               |                   |                     |                     |
| ۲۱ مه ۱۵:۱۵        | آئروبی آرتی‌وی-آ-۱                                                                                   | آئروبی آرتی‌وی-آ-۱                                                   |             | هالومن ال‌سی-آ                                 | هالومن ال‌سی-آ     | نیروی هوایی آمریکا  | نیروی هوایی آمریکا  |
| ۲۱ مه ۱۵:۱۵        | |                                                                     |             |                                               |                   |                     |                     |
| ۲۱ مه ۱۵:۱۵        | آیرومد ۳                                                                                            | فرماندهی تحقیق و توسعه هوایی                                        | زیر مداری   | زیست‌پزشکی                                     | ۲۱ مه             | موفق                |                     |
| ۲۱ مه ۱۵:۱۵        | حاوی ۲ میمون فیلیپینی، با نام‌های پَت و مایک، و ۲ موش، همگی بازیابی‌شده؛ اوج: ۲۶٫۱ کیلومتر (۱۶٫۲ مایل) |                                                                     |             |                                               |                   |                     |                     |

### ژوئن
| تاریخ و زمان (UTC) | راکت                                                                          | راکت                                        | شماره پرواز | سایت پرتاب        | سایت پرتاب        | ال‌اس‌پی              | ال‌اس‌پی              |
| تاریخ و زمان (UTC) |                                                                               | بار مفید                                    | اپراتور     | مدار              | عملکرد            | فرسایش (UTC)        | نتیجه               |
| تاریخ و زمان (UTC) | ملاحظات                                                                       | ملاحظات                                     | ملاحظات     | ملاحظات           | ملاحظات           | ملاحظات             |                     |
| ------------------ | ----------------------------------------------------------------------------- | ------------------------------------------- | ----------- | ----------------- | ----------------- | ------------------- | ------------------- |
| ۶ ژوئن ۱۷:۳۰       | وایکینگ (مدل دوم)                                                             | وایکینگ (مدل دوم)                           |             | وایت سندز ال‌سی-۳۳ | وایت سندز ال‌سی-۳۳ | نیروی دریایی آمریکا | نیروی دریایی آمریکا |
| ۶ ژوئن ۱۷:۳۰       |                                                                               |                                             |             |                   |                   |                     |                     |
| ۶ ژوئن ۱۷:۳۰       | وایکینگ ۸                                                                     | آزمایشگاه تحقیقات نیروی دریایی ایالات متحده | زیر مداری   | پرتاب تصادفی      | ۶ ژوئن            | پرتاب ناموفق        |                     |
| ۶ ژوئن ۱۷:۳۰       | اوج: ۶ کیلومتر (۳٫۷ مایل)، طی آزمایش زمینی شلیک استاتیک به‌طور تصادفی پرتاب شد |                                             |             |                   |                   |                     |                     |
| ۱۸ ژوئن ۱۷:۵۰      | آئروبی آرتی‌وی-آ-۱                                                             | آئروبی آرتی‌وی-آ-۱                           |             | هالومن ال‌سی-آ     | هالومن ال‌سی-آ     | نیروی هوایی آمریکا  | نیروی هوایی آمریکا  |
| ۱۸ ژوئن ۱۷:۵۰      |                                                                               |                                             |             |                   |                   |                     |                     |
| ۱۸ ژوئن ۱۷:۵۰      |                                                                               | فرماندهی تحقیق و توسعه هوایی                | زیر مداری   | تشعشعات خورشیدی   | ۱۸ ژوئن           | موفق                |                     |
| ۱۸ ژوئن ۱۷:۵۰      | اوج: ۹۹٫۸ کیلومتر (۶۲٫۰ مایل)                                                 |                                             |             |                   |                   |                     |                     |
| ۳۰ ژوئن ۱۴:۳۲      | آئروبی آرتی‌وی-آ-۱                                                             | آئروبی آرتی‌وی-آ-۱                           |             | هالومن ال‌سی-آ     | هالومن ال‌سی-آ     | نیروی هوایی آمریکا  | نیروی هوایی آمریکا  |
| ۳۰ ژوئن ۱۴:۳۲      |                                                                               |                                             |             |                   |                   |                     |                     |
| ۳۰ ژوئن ۱۴:۳۲      | اِرگلو ۱                                                                       | فرماندهی تحقیق و توسعه هوایی                | زیر مداری   | هواتاب            | ۳۰ ژوئن           | موفق                |                     |
| ۳۰ ژوئن ۱۴:۳۲      | اوج: ۱۰۱٫۴ کیلومتر (۶۳٫۰ مایل)                                                |                                             |             |                   |                   |                     |                     |

### اوت
| تاریخ و زمان (UTC) | راکت | راکت | شماره پرواز | سایت پرتاب                                 | سایت پرتاب                               | ال‌اس‌پی                  | ال‌اس‌پی                  |
| تاریخ و زمان (UTC) | | بار مفید | اپراتور     | مدار                                       | عملکرد                                   | فرسایش (UTC)            | نتیجه                   |
| تاریخ و زمان (UTC) | ملاحظات | ملاحظات | ملاحظات     | ملاحظات                                    | ملاحظات                                  | ملاحظات                 |                         |
| ------------------ | --- | --- | ----------- | ------------------------------------------ | ---------------------------------------- | ----------------------- | ----------------------- |
| ۸ اوت              | آر-۲ | آر-۲ |             | کاپوستین یار                               | کاپوستین یار                             | اوکی‌بی-۱                | اوکی‌بی-۱                |
| ۸ اوت              | | |             |                                            |                                          |                         |                         |
| ۸ اوت              | | اوکی‌بی-۱ | زیر مداری   | آزمایش موشکی                               | ۸ اوت                                    |                         |                         |
| ۸ اوت              | نخستین پرتاب از چهارده پرتاب آزمایشی نسخهٔ تولید انبوه که ۱۲ فروند از این موشک‌ها به هدف خود دست یافتند: ۲۶۶  | |             |                                            |                                          |                         |                         |
| اوت                | آر-۲ | آر-۲ |             | کاپوستین یار                               | کاپوستین یار                             | اوکی‌بی-۱                | اوکی‌بی-۱                |
| اوت                | | |             |                                            |                                          |                         |                         |
| اوت                | | اوکی‌بی-۱ | زیر مداری   | آزمایش موشکی                               | همان روز                                 |                         |                         |
| اوت                | دومین پرتاب از چهارده پرتاب آزمایشی نسخهٔ تولید انبوه که ۱۲ فروند از این موشک‌ها به هدف خود دست یافتند: ۲۶۶   | |             |                                            |                                          |                         |                         |
| اوت                | آر-۲ | آر-۲ |             | کاپوستین یار                               | کاپوستین یار                             | اوکی‌بی-۱                | اوکی‌بی-۱                |
| اوت                | | |             |                                            |                                          |                         |                         |
| اوت                | | اوکی‌بی-۱ | زیر مداری   | آزمایش موشکی                               | همان روز                                 |                         |                         |
| اوت                | سومین پرتاب از چهارده پرتاب آزمایشی نسخهٔ تولید انبوه که ۱۲ فروند از این موشک‌ها به هدف خود دست یافتند: ۲۶۶   | |             |                                            |                                          |                         |                         |
| اوت                | آر-۲ | آر-۲ |             | کاپوستین یار                               | کاپوستین یار                             | اوکی‌بی-۱                | اوکی‌بی-۱                |
| اوت                | | |             |                                            |                                          |                         |                         |
| اوت                | | اوکی‌بی-۱ | زیر مداری   | آزمایش موشکی                               | همان روز                                 |                         |                         |
| اوت                | چهارمین پرتاب از چهارده پرتاب آزمایشی نسخهٔ تولید انبوه که ۱۲ فروند از این موشک‌ها به هدف خود دست یافتند: ۲۶۶ | |             |                                            |                                          |                         |                         |
| اوت                | آر-۲ | آر-۲ |             | کاپوستین یار                               | کاپوستین یار                             | اوکی‌بی-۱                | اوکی‌بی-۱                |
| اوت                | | |             |                                            |                                          |                         |                         |
| اوت                | | اوکی‌بی-۱ | زیر مداری   | آزمایش موشکی                               | همان روز                                 |                         |                         |
| اوت                | پنجمین پرتاب از چهارده پرتاب آزمایشی نسخهٔ تولید انبوه که ۱۲ فروند از این موشک‌ها به هدف خود دست یافتند: ۲۶۶  | |             |                                            |                                          |                         |                         |
| اوت                | آر-۲ | آر-۲ |             | کاپوستین یار                               | کاپوستین یار                             | اوکی‌بی-۱                | اوکی‌بی-۱                |
| اوت                | | |             |                                            |                                          |                         |                         |
| اوت                | | اوکی‌بی-۱ | زیر مداری   | آزمایش موشکی                               | همان روز                                 |                         |                         |
| اوت                | ششمین پرتاب از چهارده پرتاب آزمایشی نسخهٔ تولید انبوه که ۱۲ فروند از این موشک‌ها به هدف خود دست یافتند: ۲۶۶   | |             |                                            |                                          |                         |                         |
| اوت                | آر-۲ | آر-۲ |             | کاپوستین یار                               | کاپوستین یار                             | اوکی‌بی-۱                | اوکی‌بی-۱                |
| اوت                | | |             |                                            |                                          |                         |                         |
| اوت                | | اوکی‌بی-۱ | زیر مداری   | آزمایش موشکی                               | همان روز                                 |                         |                         |
| اوت                | هفتمین پرتاب از چهارده پرتاب آزمایشی نسخهٔ تولید انبوه که ۱۲ فروند از این موشک‌ها به هدف خود دست یافتند: ۲۶۶  | |             |                                            |                                          |                         |                         |
| اوت                | آر-۲ | آر-۲ |             | کاپوستین یار                               | کاپوستین یار                             | اوکی‌بی-۱                | اوکی‌بی-۱                |
| اوت                | | |             |                                            |                                          |                         |                         |
| اوت                | | اوکی‌بی-۱ | زیر مداری   | آزمایش موشکی                               | همان روز                                 |                         |                         |
| اوت                | هشتمین پرتاب از چهارده پرتاب آزمایشی نسخهٔ تولید انبوه که ۱۲ فروند از این موشک‌ها به هدف خود دست یافتند: ۲۶۶  | |             |                                            |                                          |                         |                         |
| ۲۰ اوت             | آر-۱ | آر-۱ |             | کاپوستین یار                               | کاپوستین یار                             | اوکی‌بی-۱                | اوکی‌بی-۱                |
| ۲۰ اوت             | | |             |                                            |                                          |                         |                         |
| ۲۰ اوت             | | اوکی‌بی-۱ | زیر مداری   | آزمایش موشکی                               | ۲۰ اوت                                   | موفق                    |                         |
| ۲۱ اوت             | آر-۱ | آر-۱ |             | کاپوستین یار                               | کاپوستین یار                             | اوکی‌بی-۱                | اوکی‌بی-۱                |
| ۲۱ اوت             | | |             |                                            |                                          |                         |                         |
| ۲۱ اوت             | | اوکی‌بی-۱ | زیر مداری   | آزمایش موشکی                               | ۲۱ اوت                                   | موفق                    |                         |
| ۲۱ اوت ۰۶:۲۵       | دیکان راکون                                                                                                 | دیکان راکون | اس‌یو‌آی ۱    | یواس‌سی‌جی‌سی ایستویند، اقیانوس منجمد شمالی   | یواس‌سی‌جی‌سی ایستویند، اقیانوس منجمد شمالی | گارد ساحلی ایالات متحده | گارد ساحلی ایالات متحده |
| ۲۱ اوت ۰۶:۲۵       | | |             |                                            |                                          |                         |                         |
| ۲۱ اوت ۰۶:۲۵       | | دانشگاه آیووا | زیر مداری   | یونوسفری                                   | ۲۱ اوت                                   | ناتمام                  |                         |
| ۲۱ اوت ۰۶:۲۵       | پرواز اولیهٔ دیکان راکون، اوج: ۱۱ کیلومتر (۶٫۸ مایل); شلیک ناموفق راکت: ۱۷                                   | |             |                                            |                                          |                         |                         |
| ۲۲ اوت ۰۷:۳۳       | وی-۲ | وی-۲ |             | وایت سندز ال‌سی-۳۳                          | وایت سندز ال‌سی-۳۳                        | نیروی زمینی آمریکا      | نیروی زمینی آمریکا      |
| ۲۲ اوت ۰۷:۳۳       | | |             |                                            |                                          |                         |                         |
| ۲۲ اوت ۰۷:۳۳       | | نیروی زمینی آمریکا / آزمایشگاه تحقیقات نیروی دریایی ایالات متحده / فرماندهی تحقیق و توسعه هوایی / مؤسسه ملی سلامت | زیر مداری   | تصویربرداری / پرتو ایکس خورشیدی / آیرونومی | ۲۲ اوت                                   | موفق                    |                         |
| ۲۲ اوت ۰۷:۳۳       | اوج: ۷۸٫۲ کیلومتر (۴۸٫۶ مایل)                                                                               | |             |                                            |                                          |                         |                         |
| ۲۴ اوت ۰۳:۳۴       | دیکان راکون                                                                                                 | دیکان راکون | اس‌یو‌آی ۲    | یواس‌سی‌جی‌سی ایستویند، اقیانوس منجمد شمالی   | یواس‌سی‌جی‌سی ایستویند، اقیانوس منجمد شمالی | گارد ساحلی ایالات متحده | گارد ساحلی ایالات متحده |
| ۲۴ اوت ۰۳:۳۴       | | |             |                                            |                                          |                         |                         |
| ۲۴ اوت ۰۳:۳۴       | | دانشگاه آیووا | زیر مداری   | یونوسفری                                   | ۲۳ اوت                                   | ناتمام                  |                         |
| ۲۴ اوت ۰۳:۳۴       | اوج: ۱۱ کیلومتر (۶٫۸ مایل)؛ پرتاب راکت ناموفق، عملکرد صحیح بستهٔ ادوات: ۱۷                                   | |             |                                            |                                          |                         |                         |
| ۲۵ اوت             | آر-۱ | آر-۱ |             | کاپوستین یار                               | کاپوستین یار                             | اوکی‌بی-۱                | اوکی‌بی-۱                |
| ۲۵ اوت             | | |             |                                            |                                          |                         |                         |
| ۲۵ اوت             | | اوکی‌بی-۱ | زیر مداری   | آزمایش موشکی                               | ۲۵ اوت                                   | موفق                    |                         |
| ۲۶ اوت ۱۸:۵۳       | آئروبی آرتی‌وی-آ-۱آ                                                                                          | آئروبی آرتی‌وی-آ-۱آ                                                                                                |             | هالومن ال‌سی-آ                              | هالومن ال‌سی-آ                            | نیروی هوایی آمریکا      | نیروی هوایی آمریکا      |
| ۲۶ اوت ۱۸:۵۳       | | |             |                                            |                                          |                         |                         |
| ۲۶ اوت ۱۸:۵۳       | یونوسفر ۲                                                                                                   | فرماندهی تحقیق و توسعه هوایی / دانشگاه یوتا                                                                       | زیر مداری   | یونوسفری                                   | ۲۶ اوت                                   | نامشخص                  |                         |
| ۲۹ اوت ۰۰:۲۶       | دیکان راکون                                                                                                 | دیکان راکون | اس‌یوآی ۳    | یواس‌سی‌جی‌سی ایستویند، اقیانوس منجمد شمالی   | یواس‌سی‌جی‌سی ایستویند، اقیانوس منجمد شمالی | گارد ساحلی ایالات متحده | گارد ساحلی ایالات متحده |
| ۲۹ اوت ۰۰:۲۶       | | |             |                                            |                                          |                         |                         |
| ۲۹ اوت ۰۰:۲۶       | | دانشگاه آیووا | زیر مداری   | یونوسفری                                   | ۲۹ اوت                                   | شکست فضاپیما            |                         |
| ۲۹ اوت ۰۰:۲۶       | اوج: ۶۱ کیلومتر (۳۸ مایل)؛ نخستین پرتاب موفق یک راکت پرتاب‌شده با بالن، ادوات ناموفق در برگرداندن داده‌ها: ۱۸ | |             |                                            |                                          |                         |                         |
| ۲۹ اوت ۰۷:۳۶       | دیکان راکون                                                                                                 | دیکان راکون | اس‌یوآی ۴    | یواس‌سی‌جی‌سی ایستویند، اقیانوس منجمد شمالی   | یواس‌سی‌جی‌سی ایستویند، اقیانوس منجمد شمالی | گارد ساحلی ایالات متحده | گارد ساحلی ایالات متحده |
| ۲۹ اوت ۰۷:۳۶       | | |             |                                            |                                          |                         |                         |
| ۲۹ اوت ۰۷:۳۶       | | دانشگاه آیووا | زیر مداری   | یونوسفری                                   | ۲۹ اوت                                   | موفق                    |                         |
| ۲۹ اوت ۰۷:۳۶       | اوج: ۶۰ کیلومتر (۳۷ مایل)                                                                                   | |             |                                            |                                          |                         |                         |
| ۲۹ اوت ۱۸:۱۵       | دیکان راکون                                                                                                 | دیکان راکون | اس‌یوآی ۵    | یواس‌سی‌جی‌سی ایستویند، اقیانوس منجمد شمالی   | یواس‌سی‌جی‌سی ایستویند، اقیانوس منجمد شمالی | گارد ساحلی ایالات متحده | گارد ساحلی ایالات متحده |
| ۲۹ اوت ۱۸:۱۵       | | |             |                                            |                                          |                         |                         |
| ۲۹ اوت ۱۸:۱۵       | | دانشگاه آیووا | زیر مداری   | یونوسفری                                   | ۲۹ اوت                                   | موفق                    |                         |
| ۲۹ اوت ۱۸:۱۵       | اوج: ۹۰ کیلومتر (۵۶ مایل)                                                                                   | |             |                                            |                                          |                         |                         |
| ۳۱ اوت ۲۱:۱۰       | دیکان راکون                                                                                                 | دیکان راکون | اس‌یوآی ۶    | یواس‌سی‌جی‌سی ایستویند، اقیانوس منجمد شمالی   | یواس‌سی‌جی‌سی ایستویند، اقیانوس منجمد شمالی | گارد ساحلی ایالات متحده | گارد ساحلی ایالات متحده |
| ۳۱ اوت ۲۱:۱۰       | | |             |                                            |                                          |                         |                         |
| ۳۱ اوت ۲۱:۱۰       | | دانشگاه آیووا | زیر مداری   | یونوسفری                                   | ۳۱ اوت                                   | موفق                    |                         |
| ۳۱ اوت ۲۱:۱۰       | اوج: ۶۰ کیلومتر (۳۷ مایل)                                                                                   | |             |                                            |                                          |                         |                         |

### سپتامبر
| تاریخ و زمان (UTC) | راکت | راکت                                                             | شماره پرواز | سایت پرتاب                               | سایت پرتاب                               | ال‌اس‌پی              | ال‌اس‌پی              |
| تاریخ و زمان (UTC) | | بار مفید                                                         | اپراتور     | مدار                                     | عملکرد                                   | فرسایش (UTC)        | نتیجه               |
| تاریخ و زمان (UTC) | ملاحظات | ملاحظات                                                          | ملاحظات     | ملاحظات                                  | ملاحظات                                  | ملاحظات             |                     |
| ------------------ | --- | ---------------------------------------------------------------- | ----------- | ---------------------------------------- | ---------------------------------------- | ------------------- | ------------------- |
| سپتامبر            | آر-۲ | آر-۲                                                             |             | کاپوستین یار                             | کاپوستین یار                             | اوکی‌بی-۱            | اوکی‌بی-۱            |
| سپتامبر            | |                                                                  |             |                                          |                                          |                     |                     |
| سپتامبر            | | اوکی‌بی-۱                                                         | زیر مداری   | آزمایش موشکی                             | همان روز                                 |                     |                     |
| سپتامبر            | نهمین پرتاب از چهارده پرتاب آزمایشی نسخهٔ تولید انبوه که ۱۲ فروند از این موشک‌ها به هدف خود دست یافتند: ۲۶۶     |                                                                  |             |                                          |                                          |                     |                     |
| سپتامبر            | آر-۲ | آر-۲                                                             |             | کاپوستین یار                             | کاپوستین یار                             | اوکی‌بی-۱            | اوکی‌بی-۱            |
| سپتامبر            | |                                                                  |             |                                          |                                          |                     |                     |
| سپتامبر            | | اوکی‌بی-۱                                                         | زیر مداری   | آزمایش موشکی                             | همان روز                                 |                     |                     |
| سپتامبر            | دهمین پرتاب از چهارده پرتاب آزمایشی نسخهٔ تولید انبوه که ۱۲ فروند از این موشک‌ها به هدف خود دست یافتند: ۲۶۶     |                                                                  |             |                                          |                                          |                     |                     |
| سپتامبر            | آر-۲ | آر-۲                                                             |             | کاپوستین یار                             | کاپوستین یار                             | اوکی‌بی-۱            | اوکی‌بی-۱            |
| سپتامبر            | |                                                                  |             |                                          |                                          |                     |                     |
| سپتامبر            | | اوکی‌بی-۱                                                         | زیر مداری   | آزمایش موشکی                             | همان روز                                 |                     |                     |
| سپتامبر            | یازدهمین پرتاب از چهارده پرتاب آزمایشی نسخهٔ تولید انبوه که ۱۲ فروند از این موشک‌ها به هدف خود دست یافتند: ۲۶۶  |                                                                  |             |                                          |                                          |                     |                     |
| سپتامبر            | آر-۲ | آر-۲                                                             |             | کاپوستین یار                             | کاپوستین یار                             | اوکی‌بی-۱            | اوکی‌بی-۱            |
| سپتامبر            | |                                                                  |             |                                          |                                          |                     |                     |
| سپتامبر            | | اوکی‌بی-۱                                                         | زیر مداری   | آزمایش موشکی                             | همان روز                                 |                     |                     |
| سپتامبر            | دوازدهمین پرتاب از چهارده پرتاب آزمایشی نسخهٔ تولید انبوه که ۱۲ فروند از این موشک‌ها به هدف خود دست یافتند: ۲۶۶ |                                                                  |             |                                          |                                          |                     |                     |
| سپتامبر            | آر-۲ | آر-۲                                                             |             | کاپوستین یار                             | کاپوستین یار                             | اوکی‌بی-۱            | اوکی‌بی-۱            |
| سپتامبر            | |                                                                  |             |                                          |                                          |                     |                     |
| سپتامبر            | | اوکی‌بی-۱                                                         | زیر مداری   | آزمایش موشکی                             | همان روز                                 |                     |                     |
| سپتامبر            | سیزدهمین پرتاب از چهارده پرتاب آزمایشی نسخهٔ تولید انبوه که ۱۲ فروند از این موشک‌ها به هدف خود دست یافتند: ۲۶۶  |                                                                  |             |                                          |                                          |                     |                     |
| ۳ سپتامبر ۱۴:۴۹    | آئروبی آرتی‌وی-ان-۱۰                                                                                           | آئروبی آرتی‌وی-ان-۱۰                                              |             | وایت سندز ال‌سی-۳۵                        | وایت سندز ال‌سی-۳۵                        | نیروی دریایی آمریکا | نیروی دریایی آمریکا |
| ۳ سپتامبر ۱۴:۴۹    | |                                                                  |             |                                          |                                          |                     |                     |
| ۳ سپتامبر ۱۴:۴۹    | | آزمایشگاه تحقیقات نیروی دریایی ایالات متحده                      | زیر مداری   | پژوهش دربارهٔ تشعشعات خورشیدی             | ۳ سپتامبر                                | موفق                |                     |
| ۳ سپتامبر ۱۴:۴۹    | اوج: ۹۹ کیلومتر (۶۲ مایل)                                                                                     |                                                                  |             |                                          |                                          |                     |                     |
| ۴ سپتامبر ۰۹:۱۷    | دیکان راکون                                                                                                   | دیکان راکون                                                      | اس‌یوآی ۷    | یواس‌سی‌جی‌سی ایستویند، اقیانوس منجمد شمالی | یواس‌سی‌جی‌سی ایستویند، اقیانوس منجمد شمالی | گارد ساحلی آمریکا   | گارد ساحلی آمریکا   |
| ۴ سپتامبر ۰۹:۱۷    | |                                                                  |             |                                          |                                          |                     |                     |
| ۴ سپتامبر ۰۹:۱۷    | | دانشگاه آیووا                                                    | زیر مداری   | یونوسفری                                 | ۴ سپتامبر                                | موفق                |                     |
| ۴ سپتامبر ۰۹:۱۷    | اوج: ۶۰ کیلومتر (۳۷ مایل)                                                                                     |                                                                  |             |                                          |                                          |                     |                     |
| ۱۸ سپتامبر         | آر-۲ | آر-۲                                                             |             | کاپوستین یار                             | کاپوستین یار                             | اوکی‌بی-۱            | اوکی‌بی-۱            |
| ۱۸ سپتامبر         | |                                                                  |             |                                          |                                          |                     |                     |
| ۱۸ سپتامبر         | | اوکی‌بی-۱                                                         | زیر مداری   | آزمایش موشکی                             | ۱۸ سپتامبر                               |                     |                     |
| ۱۸ سپتامبر         | آخرین پرتاب از چهارده پرتاب آزمایشی نسخهٔ تولید انبوه که ۱۲ فروند از این موشک‌ها به هدف خود دست یافتند: ۲۶۶     |                                                                  |             |                                          |                                          |                     |                     |
| ۱۹ سپتامبر ۱۵:۴۹   | وی-۲ | وی-۲                                                             |             | وایت سندز ال‌سی-۳۳                        | وایت سندز ال‌سی-۳۳                        | نیروی زمینی آمریکا  | نیروی زمینی آمریکا  |
| ۱۹ سپتامبر ۱۵:۴۹   | |                                                                  |             |                                          |                                          |                     |                     |
| ۱۹ سپتامبر ۱۵:۴۹   | | آزمایشگاه مهندسی سپاه سیگنال / مؤسسه ملی سلامت / دانشگاه میشیگان | زیر مداری   | آیرونومی / تشعشعات کیهانی                | ۱۹ سپتامبر                               | پرتاب ناموفق        |                     |
| ۱۹ سپتامبر ۱۵:۴۹   | آخرین پرواز راکت وی-۲، اوج: ۲۷٫۱ کیلومتر (۱۶٫۸ مایل)                                                          |                                                                  |             |                                          |                                          |                     |                     |
| ۲۵ سپتامبر ۰۳:۵۰   | آئروبی اکس‌ای‌اس‌آر-اس‌سی-۱                                                                                       | آئروبی اکس‌ای‌اس‌آر-اس‌سی-۱                                          |             | وایت سندز ال‌سی-۳۵                        | وایت سندز ال‌سی-۳۵                        | نیروی زمینی آمریکا  | نیروی زمینی آمریکا  |
| ۲۵ سپتامبر ۰۳:۵۰   | |                                                                  |             |                                          |                                          |                     |                     |
| ۲۵ سپتامبر ۰۳:۵۰   | گرینیدز | سپاه سیگنال ارتش                                                 | زیر مداری   | آیرونومی                                 | ۲۵ سپتامبر                               | موفق                |                     |
| ۲۵ سپتامبر ۰۳:۵۰   | اوج: ۱۱۷٫۵ کیلومتر (۷۳٫۰ مایل)                                                                                |                                                                  |             |                                          |                                          |                     |                     |

### اکتبر
| تاریخ و زمان (UTC) | راکت                           | راکت                         | شماره پرواز | سایت پرتاب                   | سایت پرتاب        | ال‌اس‌پی             | ال‌اس‌پی             |
| تاریخ و زمان (UTC) |                                | بار مفید                     | اپراتور     | مدار                         | عملکرد            | فرسایش (UTC)       | نتیجه              |
| تاریخ و زمان (UTC) | ملاحظات                        | ملاحظات                      | ملاحظات     | ملاحظات                      | ملاحظات           | ملاحظات            |                    |
| ------------------ | ------------------------------ | ---------------------------- | ----------- | ---------------------------- | ----------------- | ------------------ | ------------------ |
| ۱۰ اکتبر ۱۴:۲۴     | آئروبی آرتی‌وی-آ-۱              | آئروبی آرتی‌وی-آ-۱            |             | هالومن ال‌سی-آ                | هالومن ال‌سی-آ     | نیروی هوایی آمریکا | نیروی هوایی آمریکا |
| ۱۰ اکتبر ۱۴:۲۴     |                                |                              |             |                              |                   |                    |                    |
| ۱۰ اکتبر ۱۴:۲۴     |                                | فرماندهی تحقیق و توسعه هوایی | زیر مداری   | پژوهش دربارهٔ تشعشعات خورشیدی | ۱۰ اکتبر          | موفق               |                    |
| ۱۰ اکتبر ۱۴:۲۴     | اوج: ۱۰۹٫۵ کیلومتر (۶۸٫۰ مایل) |                              |             |                              |                   |                    |                    |
| ۲۲ اکتبر ۱۴:۳۵     | آئروبی آرتی‌وی-آ-۱              | آئروبی آرتی‌وی-آ-۱            |             | هالومن ال‌سی-آ                | هالومن ال‌سی-آ     | نیروی هوایی آمریکا | نیروی هوایی آمریکا |
| ۲۲ اکتبر ۱۴:۳۵     |                                |                              |             |                              |                   |                    |                    |
| ۲۲ اکتبر ۱۴:۳۵     | تی-دی                          | فرماندهی تحقیق و توسعه هوایی | زیر مداری   | آیرونومی                     | ۲۲ اکتبر          | موفق               |                    |
| ۲۲ اکتبر ۱۴:۳۵     | اوج: ۹۹٫۸ کیلومتر (۶۲٫۰ مایل)  |                              |             |                              |                   |                    |                    |
| ۲۳ اکتبر ۰۳:۴۵     | آئروبی اکس‌ای‌اس‌آر-اس‌سی-۲        | آئروبی اکس‌ای‌اس‌آر-اس‌سی-۲      |             | وایت سندز ال‌سی-۳۵            | وایت سندز ال‌سی-۳۵ | نیروی زمینی آمریکا | نیروی زمینی آمریکا |
| ۲۳ اکتبر ۰۳:۴۵     |                                |                              |             |                              |                   |                    |                    |
| ۲۳ اکتبر ۰۳:۴۵     | گرینیدز                        | سپاه سیگنال ارتش             | زیر مداری   | آیرونومی                     | ۲۳ اکتبر          | موفق               |                    |
| ۲۳ اکتبر ۰۳:۴۵     | اوج: ۱۱۱٫۱ کیلومتر (۶۹٫۰ مایل) |                              |             |                              |                   |                    |                    |
| ۲۹ اکتبر           | آر-۱                           | آر-۱                         |             | کاپوستین یار                 | کاپوستین یار      | اوکی‌بی-۱           | اوکی‌بی-۱           |
| ۲۹ اکتبر           |                                |                              |             |                              |                   |                    |                    |
| ۲۹ اکتبر           |                                | اوکی‌بی-۱                     | زیر مداری   | آزمایش موشکی                 | ۲۹ اکتبر          | موفق               |                    |
| ۳۰ اکتبر           | آر-۱                           | آر-۱                         |             | کاپوستین یار                 | کاپوستین یار      | اوکی‌بی-۱           | اوکی‌بی-۱           |
| ۳۰ اکتبر           |                                |                              |             |                              |                   |                    |                    |
| ۳۰ اکتبر           |                                | اوکی‌بی-۱                     | زیر مداری   | آزمایش موشکی                 | ۳۰ اکتبر          | موفق               |                    |
| ۳۰ اکتبر           | آر-۱                           | آر-۱                         |             | کاپوستین یار                 | کاپوستین یار      | اوکی‌بی-۱           | اوکی‌بی-۱           |
| ۳۰ اکتبر           |                                |                              |             |                              |                   |                    |                    |
| ۳۰ اکتبر           |                                | اوکی‌بی-۱                     | زیر مداری   | آزمایش موشکی                 | ۳۰ اکتبر          | موفق               |                    |

### نوامبر
| تاریخ و زمان (UTC) | راکت                          | راکت                         | شماره پرواز | سایت پرتاب    | سایت پرتاب    | ال‌اس‌پی             | ال‌اس‌پی             |
| تاریخ و زمان (UTC) |                               | بار مفید                     | اپراتور     | مدار          | عملکرد        | فرسایش (UTC)       | نتیجه              |
| تاریخ و زمان (UTC) | ملاحظات                       | ملاحظات                      | ملاحظات     | ملاحظات       | ملاحظات       | ملاحظات            |                    |
| ------------------ | ----------------------------- | ---------------------------- | ----------- | ------------- | ------------- | ------------------ | ------------------ |
| ۶ نوامبر ۱۵:۵۶     | آئروبی آرتی‌وی-آ-۱             | آئروبی آرتی‌وی-آ-۱            |             | هالومن ال‌سی-آ | هالومن ال‌سی-آ | نیروی هوایی آمریکا | نیروی هوایی آمریکا |
| ۶ نوامبر ۱۵:۵۶     |                               |                              |             |               |               |                    |                    |
| ۶ نوامبر ۱۵:۵۶     | ارگلو ۲                       | فرماندهی تحقیق و توسعه هوایی | زیر مداری   | روشنایی آسمان | ۶ نوامبر      | موفق               |                    |
| ۶ نوامبر ۱۵:۵۶     | اوج: ۷۵٫۷ کیلومتر (۴۷٫۰ مایل) |                              |             |               |               |                    |                    |
| ۲۱ نوامبر          | آر-۱                          | آر-۱                         |             | کاپوستین یار  | کاپوستین یار  | اوکی‌بی-۱           | اوکی‌بی-۱           |
| ۲۱ نوامبر          |                               |                              |             |               |               |                    |                    |
| ۲۱ نوامبر          |                               | اوکی‌بی-۱                     | زیر مداری   | آزمایش موشکی  | ۲۱ نوامبر     | موفق               |                    |

### دسامبر
| تاریخ و زمان (UTC) | راکت                                                       | راکت                                        | شماره پرواز | سایت پرتاب                             | سایت پرتاب        | ال‌اس‌پی              | ال‌اس‌پی              |
| تاریخ و زمان (UTC) |                                                            | بار مفید                                    | اپراتور     | مدار                                   | عملکرد            | فرسایش (UTC)        | نتیجه               |
| تاریخ و زمان (UTC) | ملاحظات                                                    | ملاحظات                                     | ملاحظات     | ملاحظات                                | ملاحظات           | ملاحظات             |                     |
| ------------------ | ---------------------------------------------------------- | ------------------------------------------- | ----------- | -------------------------------------- | ----------------- | ------------------- | ------------------- |
| ۱۱ دسامبر ۲۳:۴۷    | آئروبی اکس‌ای‌اس‌آر-اس‌سی-۱                                    | آئروبی اکس‌ای‌اس‌آر-اس‌سی-۱                     |             | وایت سندز ال‌سی-۳۵                      | وایت سندز ال‌سی-۳۵ | نیروی زمینی آمریکا  | نیروی زمینی آمریکا  |
| ۱۱ دسامبر ۲۳:۴۷    |                                                            |                                             |             |                                        |                   |                     |                     |
| ۱۱ دسامبر ۲۳:۴۷    | اسفیر                                                      | سپاه سیگنال ارتش                            | زیر مداری   | آیرونومی                               | ۱۱ دسامبر         | موفق                |                     |
| ۱۱ دسامبر ۲۳:۴۷    | اوج: ۱۰۴٫۶ کیلومتر (۶۵٫۰ مایل)                             |                                             |             |                                        |                   |                     |                     |
| ۱۲ دسامبر ۱۹:۳۸    | آئروبی آرتی‌وی-آ-۱                                          | آئروبی آرتی‌وی-آ-۱                           |             | هالومن ال‌سی-آ                          | هالومن ال‌سی-آ     | نیروی هوایی آمریکا  | نیروی هوایی آمریکا  |
| ۱۲ دسامبر ۱۹:۳۸    |                                                            |                                             |             |                                        |                   |                     |                     |
| ۱۲ دسامبر ۱۹:۳۸    |                                                            | فرماندهی تحقیق و توسعه هوایی                | زیرمداری    | فرابنفش خورشیدی                        | ۱۲ دسامبر         | موفق                |                     |
| ۱۲ دسامبر ۱۹:۳۸    | آخرین پرواز راکت آرتی‌وی-آ-۱، اوج: ۸۸٫۵ کیلومتر (۵۵٫۰ مایل) |                                             |             |                                        |                   |                     |                     |
| ۱۵ دسامبر ۲۱:۳۸    | وایکینگ (مدل دوم)                                          | وایکینگ (مدل دوم)                           |             | وایت سندز ال‌سی-۳۳                      | وایت سندز ال‌سی-۳۳ | نیروی دریایی آمریکا | نیروی دریایی آمریکا |
| ۱۵ دسامبر ۲۱:۳۸    |                                                            |                                             |             |                                        |                   |                     |                     |
| ۱۵ دسامبر ۲۱:۳۸    | وایکینگ ۹                                                  | آزمایشگاه تحقیقات نیروی دریایی ایالات متحده | زیر مداری   | تشعشعات خورشیدی و کیهانی / تصویربرداری | ۱۶ دسامبر         | موفق                |                     |
| ۱۵ دسامبر ۲۱:۳۸    | اوج: ۲۱۹ کیلومتر (۱۳۶ مایل)                                |                                             |             |                                        |                   |                     |                     |

## خلاصه پرتاب‌های زیر مداری

### بر پایه کشور
| کشور | کشور                | پرتاب‌ها | موفق | ناموفق | ناتمام | نامشخص |
| ---- | ------------------- | ------- | ---- | ------ | ------ | ------ |
|      | ایالات متحده آمریکا | ۳۵      | ۲۶   | ۵      | ۳      | ۱      |
|      | اتحاد جماهیر شوروی  | ۲۱      | ۱۹   | ۰      | ۲      | ۰      |

### بر پایه راکت
- وی-۲ (آمریکایی)
- وایکینگ (مدل دوم)
- آئروبی آرتی‌وی-ان-۱۰
- آئروبی اکس‌ای‌اس‌آر-اس‌سی-۱
- آئروبی اکس‌ای‌اس‌آر-اس‌سی-۲
- آئروبی آرتی‌وی-آ-۱
- آئروبی آرتی‌وی-آ-۱آ
- آئروبی آرتی‌وی-آ-۱سی
- دیکان راکون
- آر-۱
- آر-۲

| راکت                    | کشور                | پرتاب | موفق | ناموفق | ناتمام | نامشخص | ملاحظات               |
| ----------------------- | ------------------- | ----- | ---- | ------ | ------ | ------ | --------------------- |
| وی-۲                    | ایالات متحده آمریکا | ۳     | ۲    | ۱      | ۰      | ۰      | بازنشسته              |
| وایکینگ (مدل دوم)       | ایالات متحده آمریکا | ۲     | ۱    | ۱      | ۰      | ۰      | پرواز اولیه           |
| آئروبی آرتی‌وی-ان-۱۰     | ایالات متحده آمریکا | ۵     | ۴    | ۱      | ۰      | ۰      |                       |
| آئروبی اکس‌ای‌اس‌آر-اس‌سی-۱ | ایالات متحده آمریکا | ۴     | ۴    | ۰      | ۰      | ۰      |                       |
| آئروبی اکس‌ای‌اس‌آر-اس‌سی-۲ | ایالات متحده آمریکا | ۱     | ۱    | ۰      | ۰      | ۰      |                       |
| آئروبی آرتی‌وی-آ-۱       | ایالات متحده آمریکا | ۱۰    | ۱۰   | ۰      | ۰      | ۰      | بازنشسته              |
| آئروبی آرتی‌وی-آ-۱آ      | ایالات متحده آمریکا | ۲     | ۰    | ۱      | ۰      | ۱      |                       |
| آئروبی آرتی‌وی-آ-۱سی     | ایالات متحده آمریکا | ۱     | ۰    | ۱      | ۰      | ۰      | پرواز اولیه، بازنشسته |
| دیکان راکون             | ایالات متحده آمریکا | ۷     | ۴    | ۰      | ۳      | ۰      | پرواز اولیه           |
| آر-۱                    | اتحاد جماهیر شوروی  | ۷     | ۷    | ۰      | ۰      | ۰      |                       |
| آر-۲                    | اتحاد جماهیر شوروی  | ۱۴    | ۱۲   | ۰      | ۲      | ۰      |                       |